# Art McLarney
Arthur James McLarney (Port Townsend, Washington, 1908. december 20. – Seattle, Washington, 1984. december 20.) amerikai profi baseballjátékos. Több MLB- és MiLB-beli csapatban játszott első bázis, második bázis, beállós és belső védő pozíciókban. Később egyetemi sportcsapatok amerikaifutball-, baseball- és kosárlabdaedzője volt.

## Fiatalkora
Szülei, Edward és Margret McLarney ír-amerikai származású New York-iak; édesapja katona, később titkár volt. Három fivére (Douglas, Ralph és Felix), valamint egy lánytestvére (Ethel) született. 1930-ban Ethellel élt, és beiratkozott a Washingtoni Állami Egyetemre, ahol baseballozott és kosárlabdázott. 1930-ban, valamint az 1931–1932-es szezonban elnyerte az All-America elismerést.

## Pályafutása

### Profi csapatokban
1932-ben Travis Jackson sérülését követően a megüresedő pozíción a New York Giants játékosa lett. Az Associated Press szerint „szenzációs beállós, […] briliáns védő és következetes ütő”. A Pittsburgh Pirates elleni augusztus 23-ai mérkőzésen cserejátékos volt, először a Boston Braves elleni szeptember 20-ai mérkőzésen állt be ütőként.
Az 1933-as szezon elején a tavaszi tartalékos keret tagja volt; a szezon előtt a Williamsport Grays játékosa lett, ahol 33-szor játszott második bázis pozícióban. Később a Seattle Indians játékosa lett, ahol 1934-ig játszott, amikor visszavonult.

### Edzőként
Játékosi karrierjét követően a bellinghami félprofi csapat vezérigazgatója, majd 1946-ban a Roosevelti Középiskola testneveléstanára, illetve atlétika- és baseballedzője lett. Ugyanezen évben a Washington Huskies helyettes amerikaifutball- és férfikosárlabda-edzője, az évben később pedig baseball-vezetőedzője lett; utóbbi pozíciót 1949-ig töltötte be. 1947 és 1950 között a férfikosárlabda-csapat vezetőedzője volt; 1950-ben a stressz miatt lemondott.
1950–1951-ben a Bellermine előkészítő iskola kosárlabdaedzője volt. 1951-ben felmerült, hogy esetleg a Gonzaga Bulldogs kosárlabdaedzője lesz, azonban 1952-ben a Portland Pilots baseball-vezetőedzője lett; 1954–1955-ben férfikosárlabda-edző is volt. 1955-ben egészségügyi okokra hivatkozva lemondott.
Az 1950-es évek közepén a Pendleton Ranchers nyári ligás csapat edzője volt.

## Halála és emlékezete
1959-ben a Fort Worden diagnosztikai centrum szabadidős vezetője lett. 1981-től a Washington State Cougars dicsőségcsarnokának tagja.
1984. december 20-án, 76. születésnapján hunyt el Seattle-ben. Sírhelye a Port Townsend-i Laurel Grove temetőben van.

## Eredményei kosárlabda-vezetőedzőként
| Szezon                                        | Eredmény                                      | Eredmény                                      | Helyezés                                      | Továbbjutás                                   |
| Szezon                                        | Összesített                                   | Konferencia                                   | Helyezés                                      | Továbbjutás                                   |
| Washington Huskies (Pacific Coast Conference) | Washington Huskies (Pacific Coast Conference) | Washington Huskies (Pacific Coast Conference) | Washington Huskies (Pacific Coast Conference) | Washington Huskies (Pacific Coast Conference) |
| --------------------------------------------- | --------------------------------------------- | --------------------------------------------- | --------------------------------------------- | --------------------------------------------- |
| 1947–48                                       | 23–11                                         | 10–6                                          | 1.                                            | NCAA Elite Eight                              |
| 1948–49                                       | 11–15                                         | 6–10                                          | 5.                                            | –                                             |
| 1949–50                                       | 19–10                                         | 8–8                                           | T–2.                                          | –                                             |
| Eredmény:                                     | 53–36 (.596)                                  | 24–24 (.500)                                  | –                                             | –                                             |
| Portland Pilots (Független)                   |                                               |                                               |                                               |                                               |
| 1954–55                                       | 5–8                                           | –                                             | –                                             | –                                             |
| Eredmény:                                     | 5–8 (.385)                                    | –                                             | –                                             | –                                             |
| Összesen:                                     | 58–44 (.569)                                  | –                                             | –                                             | –                                             |
| Jelmagyarázat: Konferenciaszezon-bajnok       |                                               |                                               |                                               |                                               |

## Fordítás
- Ez a szócikk részben vagy egészben  az   Art McLarney című angol Wikipédia-szócikk ezen változatának fordításán alapul.  Az eredeti cikk szerkesztőit annak laptörténete sorolja fel. Ez a jelzés csupán a megfogalmazás eredetét és a szerzői jogokat jelzi, nem szolgál a cikkben szereplő információk forrásmegjelöléseként.